# چایتن (آتشفشان)
چایتن (به اسپانیایی: Volcán Chaitén) یک کوه و آتشفشان در شیلی است که در منطقه لوس لاگوس واقع شده‌است.چایتن ۱٬۱۲۲ متر بالاتر از سطح دریا واقع شده‌است.